# Джудіт Лін
Джудіт Лін (англ. Judith L. Lean; нар. 1953) — австралійсько-американська вчена-фізик, кліматологиня. Доктор філософії, старша наукова співробітниця Дослідницької лабораторії Військово-морського флоту США, де працює від 1986 року, член Національної академії наук США (2003) та Американського філософського товариства (2013). Тричі відзначена NASA Group Achievement Award.
Громадянка США від 1992 року. Закінчила з відзнакою Австралійський національний університет (бакалавр, 1975). Ступінь доктора філософії з фізики атмосфери здобула в Аделаїдському університеті 1982 року. Від 1981 до 1986 року — наукова співробітниця Колорадського університету в Боулдері. Від 1986 року працює в Дослідницькій лабораторії Військово-морського флоту США, нині — старша наукова співробітниця. Фелло Американського геофізичного союзу (2002).
Опубліковано 150 наукових робіт.